# Stowarzyszenie jednostek samorządu terytorialnego
Stowarzyszenie jednostek samorządu terytorialnego – stowarzyszenie rejestrowe szczególnego rodzaju, tworzone w celach wspierania idei samorządu terytorialnego oraz obrony wspólnych interesów członków, którymi mogą być:
- gminy - na podstawie art. 84 i 84a ustawy o samorządzie gminnym, w tym również z powiatami i województwami,
- powiaty - na podstawie art. 75. ustawy o samorządzie powiatowym, w tym również z gminami i województwami,
- województwa - na podstawie art. 8b. ustawy o samorządzie województwa, w tym również z gminami i powiatami.

Ww. przepisy ustanawiają dla stowarzyszeń jednostek samorządu terytorialnego szereg wyjątków od ogólnych zasad zawartych w ustawie z dnia 7 kwietnia 1989 r.- Prawo o stowarzyszeniach:
- mogą być one zakładane przez co najmniej trzech założycieli (podczas inne stowarzyszenia zakładane są zgodnie art. 9. ww. ustawy przez osoby w liczbie co najmniej siedmiu)
- ich założycielami są jednostki samorządu terytorialnego, czyli osoby prawne (podczas gdy prawo tworzenia innych stowarzyszeń przysługuje zgodnie z art. 3. ww. ustawy obywatelom polskim mającym pełną zdolność do czynności prawnych i niepozbawionym praw publicznych)
- ich członkami są jednostki samorządu terytorialnego, czyli osoby prawne (podczas gdy w przypadku innych stowarzyszeń osoba prawna może być zgodnie z art 10 ust 3. ww. ustawy jedynie wspierającym członkiem stowarzyszenia).

Ponadto zgodnie z art. 8. ust 5. ww. ustawy, organem nadzorującym stowarzyszenia jednostek samorządu terytorialnego jest wojewoda, w odróżnieniu od innych stowarzyszeń, dla których jest nim starosta. 
W pozostałym zakresie do stowarzyszeń jednostek samorządu terytorialnego stosuje się przepisy dotyczące każdego innego stowarzyszenia rejestrowego. Zasady, a także ich organizację i tryb pracy zgodnie z którymi funkcjonują takie stowarzyszenia, są określane w ich statutach.